# Marlim-branco
O Marlim-branco (Tetrapturus albidus) é um peixe teleósteo, pelágico, da família Istiophoridae, encontrado no Atlântico. A espécie mede cerca de 2,8 metros de comprimento, possuindo coloração azulada, enegrecida no dorso, branco prateado no ventre e com nadadeira dorsal arredondada na região anterior, sendo ainda uma espécie de grande importância comercial. Também é conhecida pelos nomes de agulhão, agulhão-branco, agulhão-de-prata, bicuda e espadarte-meca.
Espécie pelágica, exclusivamente oceânica, podendo ser encontrada nas regiões do talude continental. É um peixe solitário e forma pares na época reprodutiva. A alimentação consiste basicamente de peixes, como atum, bonito, dourado, peixe voador, e lulas, sépias e outros moluscos.